# Leskeella zuluensis
Leskeella zuluensis là một loài Rêu trong họ Leskeaceae. Loài này được Broth. & Bryhn mô tả khoa học đầu tiên năm 1911.